# Ypsolopha scenites
Ypsolopha scenites là một loài bướm đêm thuộc họ Ypsolophidae. Loài này có ở Nam Phi.